# حزب کارگران سوسیالیست آلمان
حزب کارگران سوسیالیست آلمان (آلمانی: Sozialistische Arbeiterpartei Deutschlands) (به اختصار: SAPD) یک حزب سیاسی مارکسیست میانه‌رو در کشور آلمان بود. این حزب به عنوان یک حزب چپ با حدود ۲۰٬۰۰۰ عضو تشکیل شد که در پاییز ۱۹۳۱ از حزب سوسیال دموکرات جدا شد. در سال ۱۹۳۱، باقی مانده از حزب مستقل سوسیال دموکرات آلمان (USPD) به حزب با هم ادغام شدند و در سال ۱۹۳۲ برخی حزب کمونیست مخالفان نیز این گروه را به عنوان به خوبی به عنوان بخشی از پیوست حزب کمونیست مخالف. با این وجود، عضویت آن اندک باقی ماند. از سال ۱۹۳۳، اعضای این گروه علیه نازیسم به‌طور غیرقانونی کار کردند.

هربرت کارل فرهم جوان، که بعداً به ویلی برانت معروف شد، در شهر زادگاهش لوبک، برخلاف توصیه مربی خود جولیوس لبر، به حزب کارگران سوسیالیست آلمان پیوست. برانت در زندگی‌نامه خود نوشت:
در پاییز ۱۹۳۱، نازی‌ها و ملی گرایان آلمانی، اس‌آ و Der Stahlhelm به هم پیوستند و " جبهه هارزبورگ " را تشکیل دادند. فقط در این زمان بود که جناح چپ سوسیال دموکرات‌ها، در نتیجه اقدامات مربوط به سازماندهی و نظم و انضباط توسط رهبران حزب، از هم جدا شد. چند نماینده مجلس رایستاگ، تعدادی از گروه‌های فعال حزب، بیش از هر چیز در زاکسن و همچنین بخش عمده‌ای از جوانان سوسیالیست افرادی را که خواهان تأسیس یک حزب کارگران سوسیالیست بودند، دنبال کردند.
در سال ۱۹۳۴، جوانان این حزب در تأسیس دفتر بین‌المللی سازمان‌های جوانان انقلابی شرکت کردند. این کنگره در هلند برگزار شد و توسط پلیس هلند متلاشی شد. چندین نماینده این حزب به مقامات آلمانی تحویل داده شدند. سپس کنگره مجدداً در لیل تشکیل شد. برانت به دبیرخانه سازمان انتخاب شد و در نروژ برای دفتر کار می‌کرد.
حزب کارگران سوسیالیست وابسته به مرکز مارکسیست انقلابی انقلابی بود، اما در مورد مسئله جبهه متحد و جبهه مردمی با حزب اصلی آن بین‌الملل (حزب کارگر مستقل) جدا شد.
در طول جنگ جهانی دوم، برخی از اعضای این حزب به انگلستان مهاجرت کردند و برای حزب در آنجا کار کردند. بسیاری از اعضای عضو حزب سوسیال دموکرات شدند، بنابراین حزب کارکران سوسیالیست پس از جنگ جهانی دوم از نو تأسیس نشد. ویلی برانت سرانجام به رهبر حزب سوسیال دموکرات آلمان، یکی از مهمترین احزاب سیاسی آلمان غربی در دوران مدرن تبدیل شد و در سال ۱۹۶۹ به عنوان صدراعظم آلمان انتخاب شد.